# پیرولو
پیرولو (انگلیسی: Pirulo؛ زادهٔ ۱۷ آوریل ۱۹۹۲) بازیکن فوتبال اهل اسپانیا است.
از باشگاه‌هایی که در آن بازی کرده‌است می‌توان به باشگاه فوتبال اسپانیول و باشگاه فوتبال مالاگا اشاره کرد.